# Гербы районов Чукотского автономного округа
| Герб | Наименование              | Дата утверждения     | Номер в ГГР |
| ---- | ------------------------- | -------------------- | ----------- |
|      | Герб Анадырского района   | 13 февраля 2008 года | 3968        |
|      | Герб Билибинского района  | 19 октября 2001 года | 944         |
|      | Герб Иультинского района  | 7 апреля 2006 года   | 2309        |
|      | Герб Провиденского района | 27 декабря 2010 года |             |
|      | Герб Чаунского района     | 14 февраля 2002 года | 957         |
|      | Герб Чукотского района    | 7 сентября 2012 года | 7980        |